# Vattennardia
Vattennardia (Nardia compressa) är en bladmossart som först beskrevs av William Jackson Hooker, och fick sitt nu gällande namn av Samuel Frederick Gray. Enligt Catalogue of Life ingår Vattennardia i släktet nardior och familjen Solenostomataceae, men enligt Dyntaxa är tillhörigheten istället släktet nardior och familjen Jungermanniaceae. Enligt den finländska rödlistan är arten akut hotad i Finland. Arten är reproducerande i Sverige. Artens livsmiljö är sjöar. Inga underarter finns listade i Catalogue of Life.

## Bildgalleri

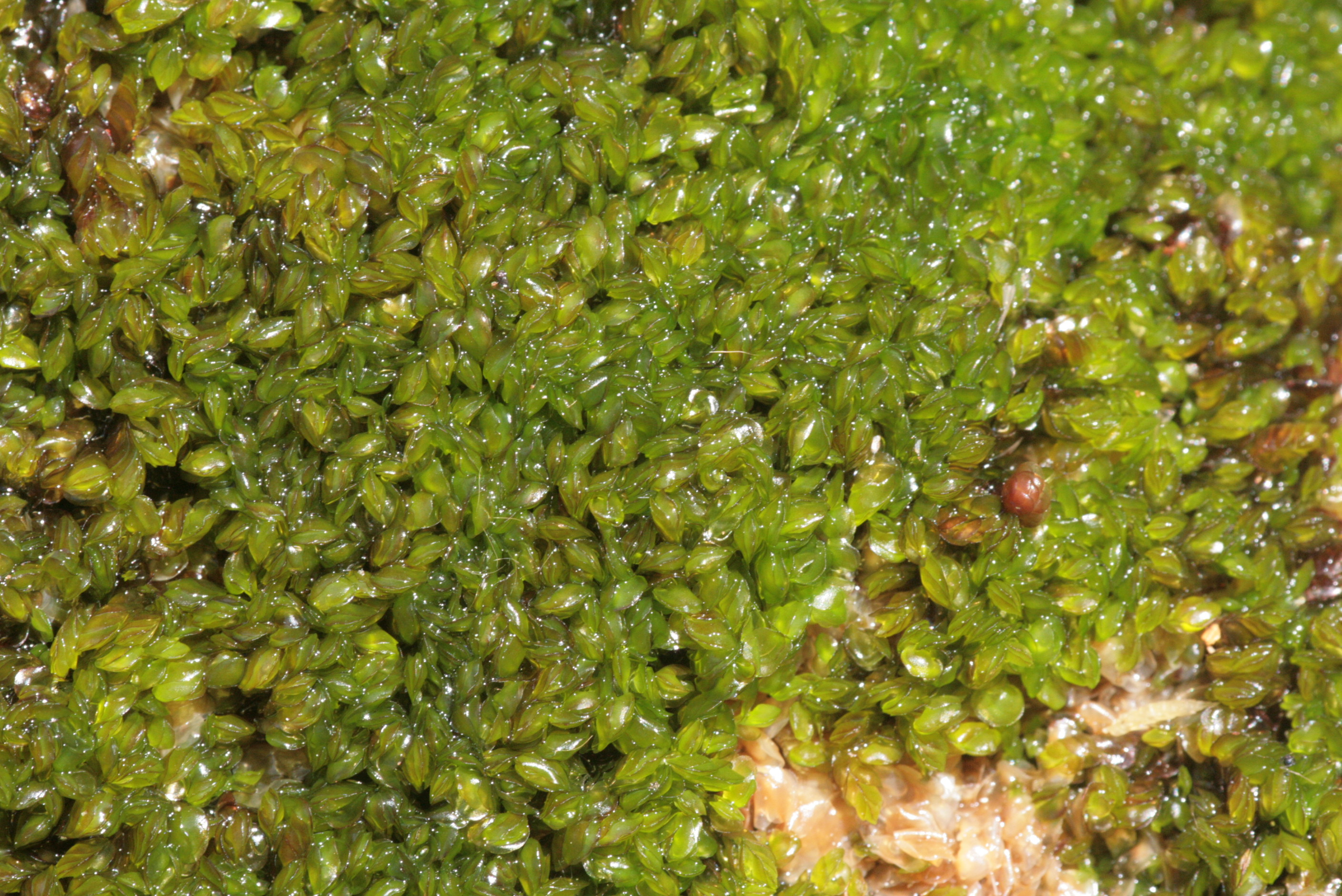
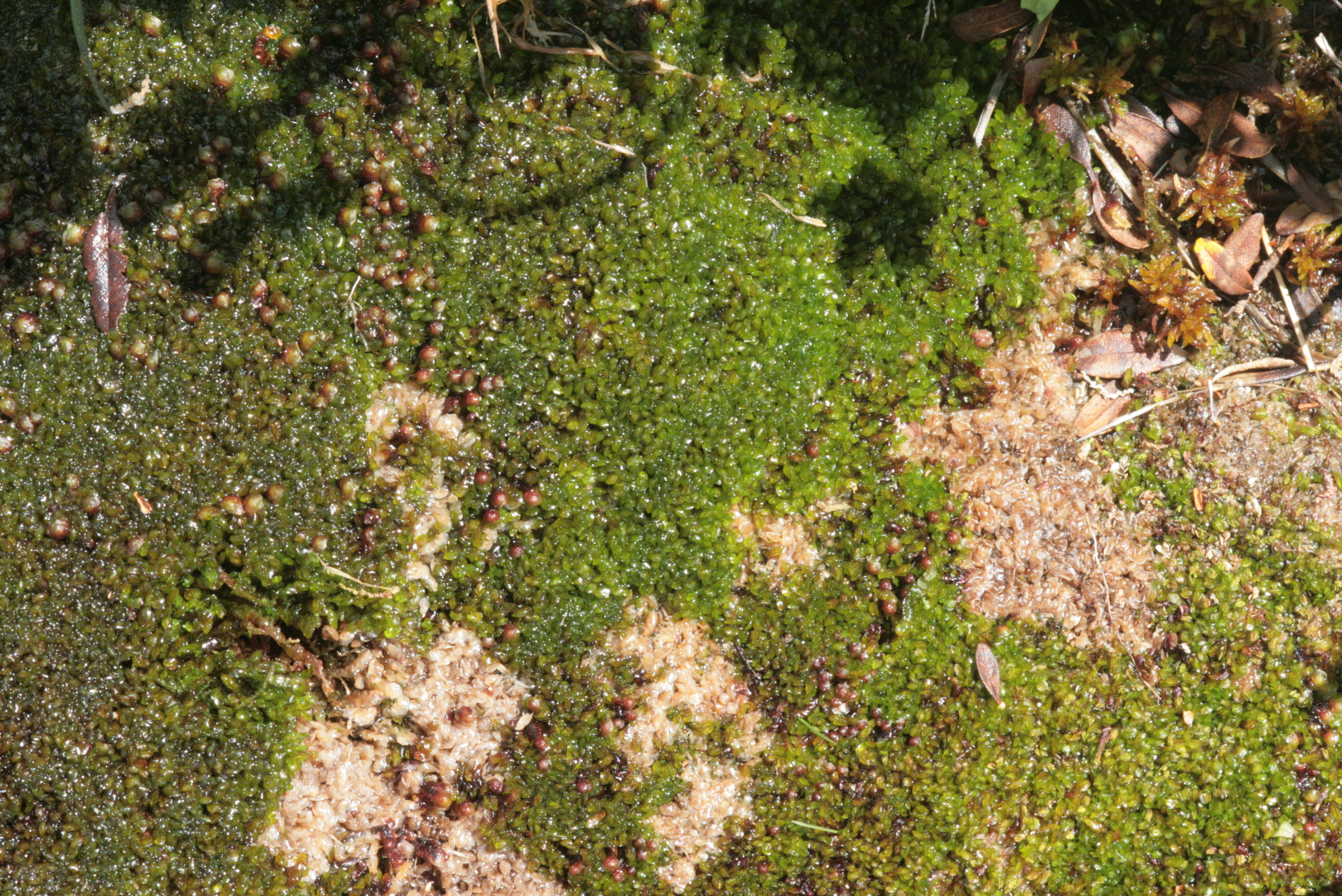
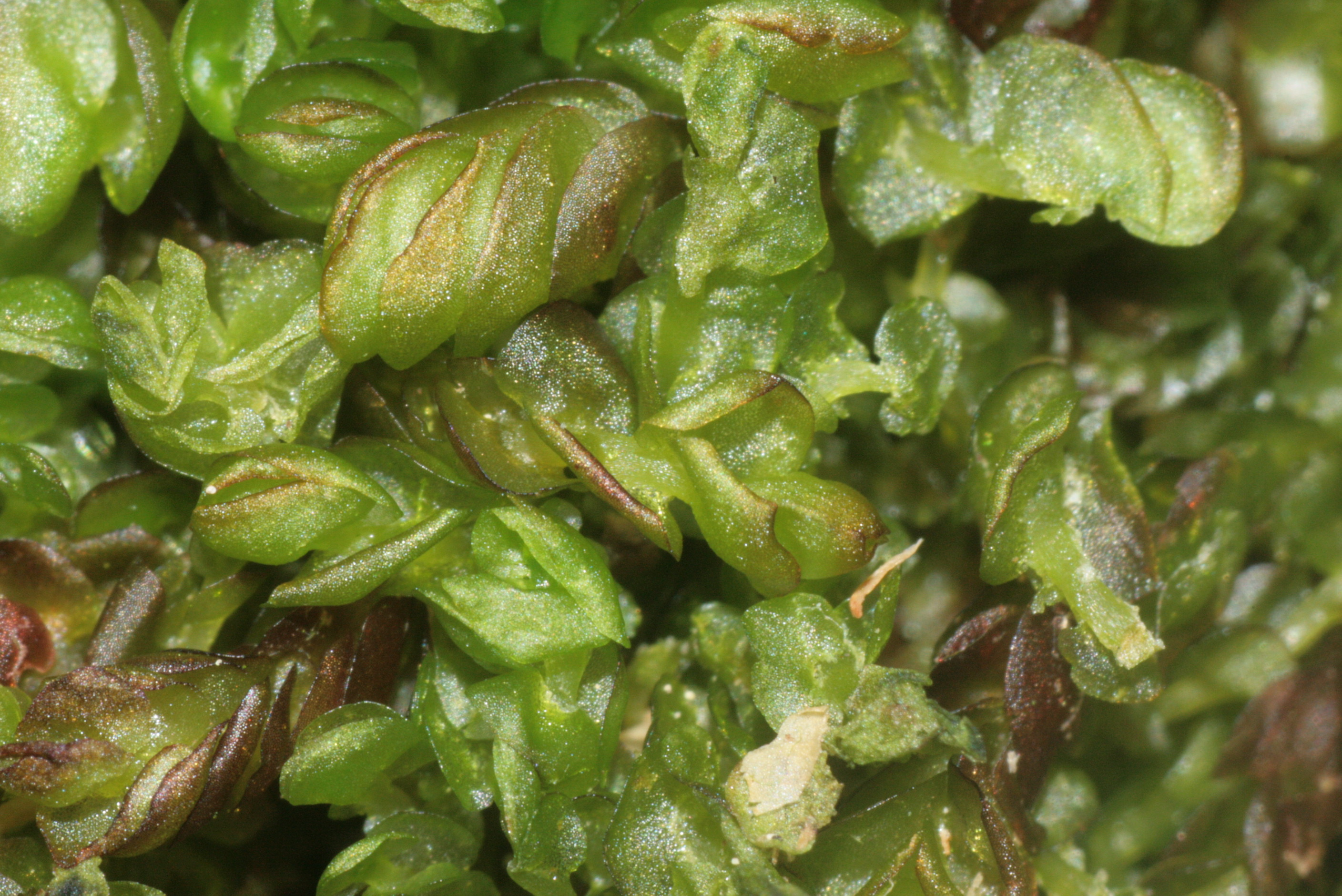
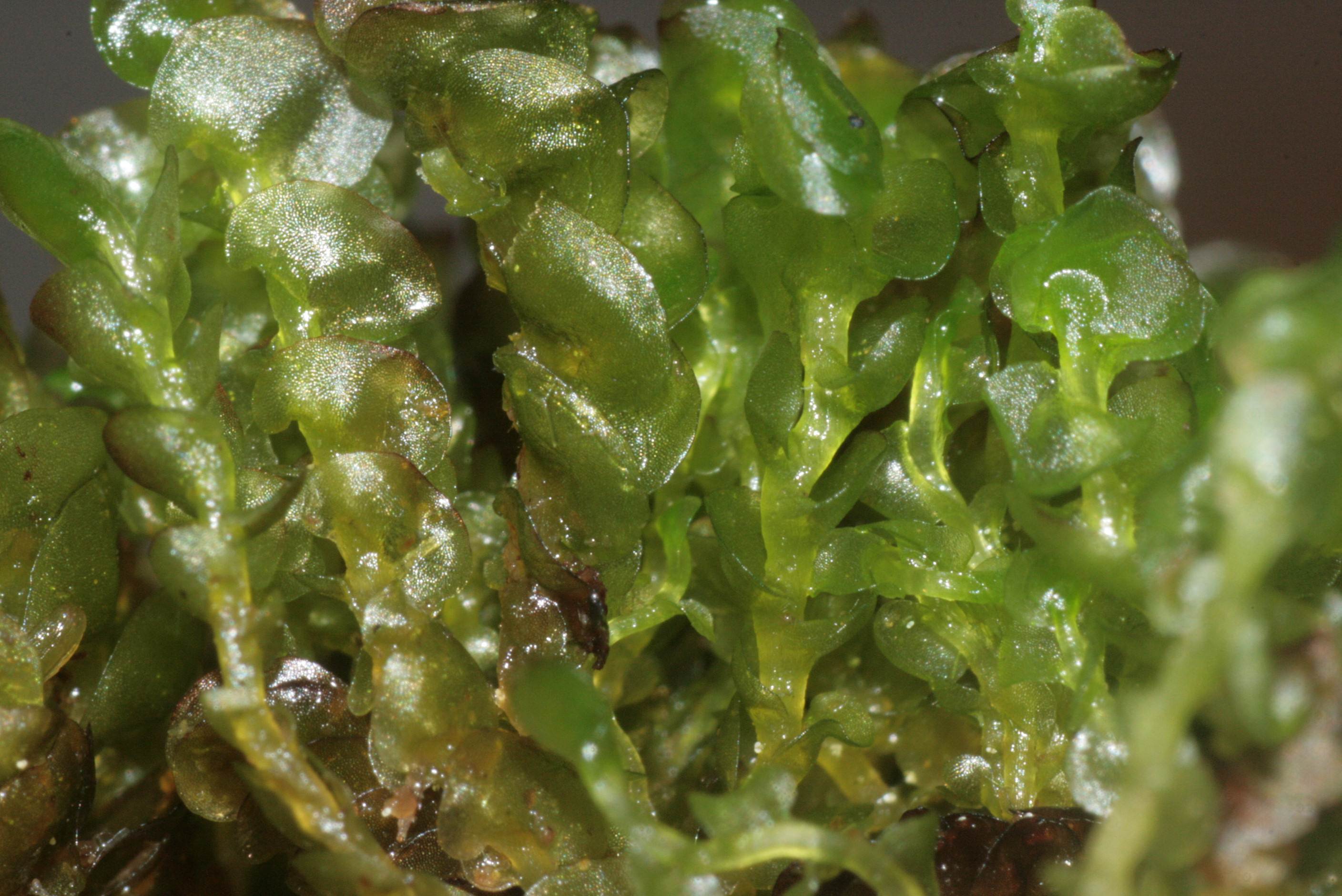